# Klášter Montargis
Klášter Montargis býval dominikánský klášter v dnešním francouzském departementu Loiret.
Roku 1242 jej založila ovdovělá hraběnka Amicie z Joigny, dcera křižáka a zaníceného bojovníka proti albigenským Simona IV. z Montfortu. Klášter byl určen pro padesát žen, dominikánský řád jej však odmítl inkorporovat a až po Amiciině osobním jednání s papežem Inocencem IV. byl klášter do řádu přijat. Bula byla datována 8. dubna 1245.
O významu konventu svědčí jeho slavné obyvatelky. Jednou z nich byla i Eleonora z Montfortu, dcera krále Jana Bezzemka a švagrová donátorky kláštera. Po smrti svého muže v bitvě u Eveshamu odešla do francouzského exilu a uchýlila se do klášterního ústraní. Svůj život dožila jako jeptiška v klášteře Montargis a byla tam i roku 1275 pohřbena. Klášter hostil svého času také Markétu a Felicitas, zbožné sestry císaře Jindřicha VII. Poslední odpočinek zde nalezla Jana z Dreux a dočasně také tragicky zemřelá mladá francouzská královna Marie Lucemburská i s novorozeným synem.